# Iolu Abil
Iolu Johnson Abil (Launeai, Tanna, 17 de febrero de 1942) es un político vanuatense que ocupó el cargo de Presidente de Vanuatu desde el 2 de septiembre de 2009 hasta el mismo día de 2014.
Antes trabajó en el sector privado, siendo presidente de Air Vanuatu, además de ser defensor del pueblo y ministro en el primer gobierno tras la independencia.

## Elección presidencial
Abil fue elegido Presidente de Vanuatu el 2 de septiembre de 2009 por un colegio electoral formado por 58 miembros: los 52 parlamentarios y los seis gobernadores provinciales. Fue elegido en la tercera votación en dos días ya que ningún candidato logró los dos tercios requeridos en las anteriores rondas.
Numerosos miembros del parlamento, incluidos en el gobierno de coalición del Primer ministro Edward Natapei, apoyaron al anterior Presidente Kalkot Mataskelekele en las primeras dos rondas de la elección. La presidencia de Mataskelekele había concluido el 16 de agosto de 2009 y aspiraba a un segundo mandato. Sin embargo, finalmente todos los miembros de la coalición de Natapei acordaron apoyar a Abil en la tercera ronda. Con el apoyo de Natapei logró 41 votos por los 16 de Mataskelekele, asegurándose su elección.
En septiembre de 2014 abandonó el cargo. Lo sustituyó Philip Boedoro de forma interina hasta la toma de posesión el 22 de septiembre del nuevo presidente, Baldwin Lonsdale.